# Susan Rose-Ackermann
Susan Rose-Ackerman (née Rose ; le 23 avril 1942) est professeur émérite de droit Henry Luce et professeur émérite de sciences politiques à l'université Yale. Elle est experte en matière de corruption politique et de développement, de droit administratif, de politique juridique et réglementaire, du secteur à but non lucratif et du fédéralisme.

## Biographie
Elle fréquente le Wellesley College, où elle obtient une licence en économie (1964), puis l'Université Yale, où elle obtient un doctorat en économie en 1970. En mai 1967, elle épouse Bruce Ackerman, qui est étudiant à la faculté de droit de Yale. Ils sont les parents de John M. Ackerman et Sybil Ackerman-Munson.
Rose-Ackerman travaille comme professeure adjointe de 1972 à 1974 à l'Université de Pennsylvanie, avant de retourner à Yale. En 1982, elle rejoint l'Université Columbia et devient en 1983 directrice du Centre de droit et d'économie de la faculté de droit de Columbia. En 1987, elle retourne à Yale et en 1992, elle reprend la chaire Henry R. Luce de philosophie du droit à la faculté de droit de Yale et le département de science politique.
Rose-Ackerman est également codirectrice du Centre de droit, d'économie et de politique publique de la faculté de droit de Yale. Elle bénéficié de bourses de la Fondation Guggenheim et de la Commission Fulbright. Elle est chercheuse invitée à la Banque mondiale en 1995-1996, où elle mène des recherches sur la corruption et le développement économique.
Elle est membre du conseil consultatif du prix Allard pour l'intégrité internationale.

## Travaux
- « The economics of corruption ». Journal d'économie publique 4.2 (1975) : 187-203.
- The Economics of Corruption: a study in political economy . New York : Presses universitaires, 1978.
- Rethinking the Progressive Agenda: The Reform of the American Regulatory State. Pr libre, 1992.
- Corruption and government: Causes, consequences, and reform. Presses de l'Université de Cambridge, 1999.
- Economics of Administrative Law (Economic Approaches to Law Series), Edward Elgar Pub, 2008.
- « Corruption: Greed, Culture and the State » ; The Yale Law Journal, 9 novembre 2010.
- International Handbook on the Economics of Corruption (Elgar Original Reference), Edward Elgar Pub, 2013.
- Corruption and Government: Causes, Consequences and Reform, 2e édition, avec Bonnie J. Palifka, Cambridge, Royaume-Uni : Cambridge University Press, 2016.
- Due Process of Lawmaking (avec Stephanie Egidy et James Fowkes), Cambridge, Royaume-Uni : Cambridge University Press, 2015.
- From Elections to Democracy: Building Accountable Government in Hungary and Poland, Cambridge et New York : Cambridge University Press, 2005.
- International Handbook on the Economics of Corruption, vol I, Cheltenham UK et Northampton MA : Edward Elgar, 2006, vol II (avec Tina Søreide), Cheltenham UK et Northampton MA : Edward Elgar, 2011.
- Comparative Administrative Law (avec Peter Lindseth et Blake Emerson), Cheltenham UK et Northampton MA : Edward Elgar, 2017.
- Anti-Corruption Policy: Can International Actors Play a Constructive Role? (avec Paul Carrington), Durham, Caroline du Nord : Carolina Academic Press, 2013
- Greed, Corruption and the Modern State (avec Paul Lagunes), Cheltenham, Royaume-Uni et Northampton, MA : Edward Elgar, 2015.